# Deutsche Reichsbahn (Germania Est)

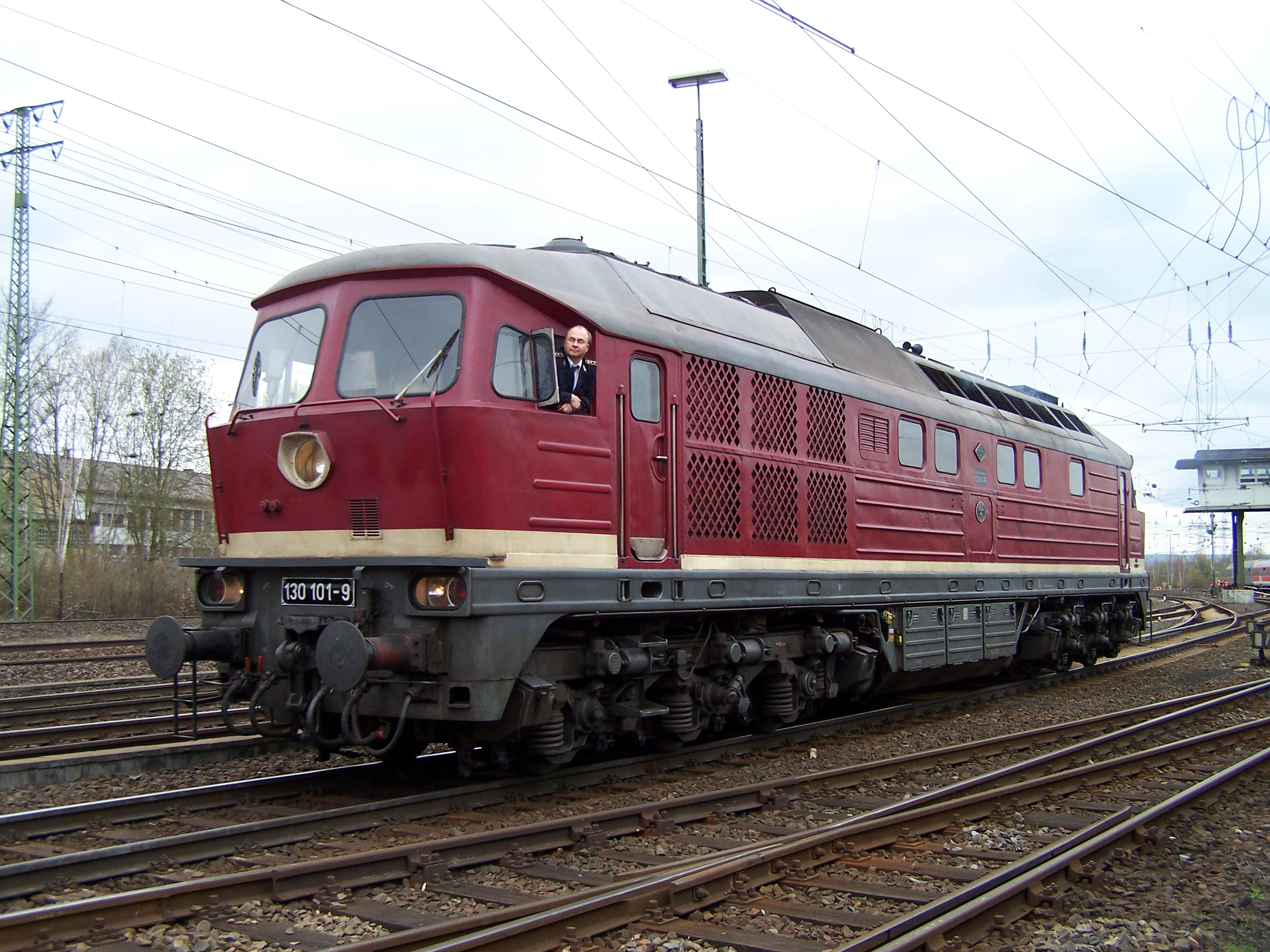
Una locomotiva DR 130

La Deutsche Reichsbahn (acronimo DR) era una compagnia ferroviaria tedesca.

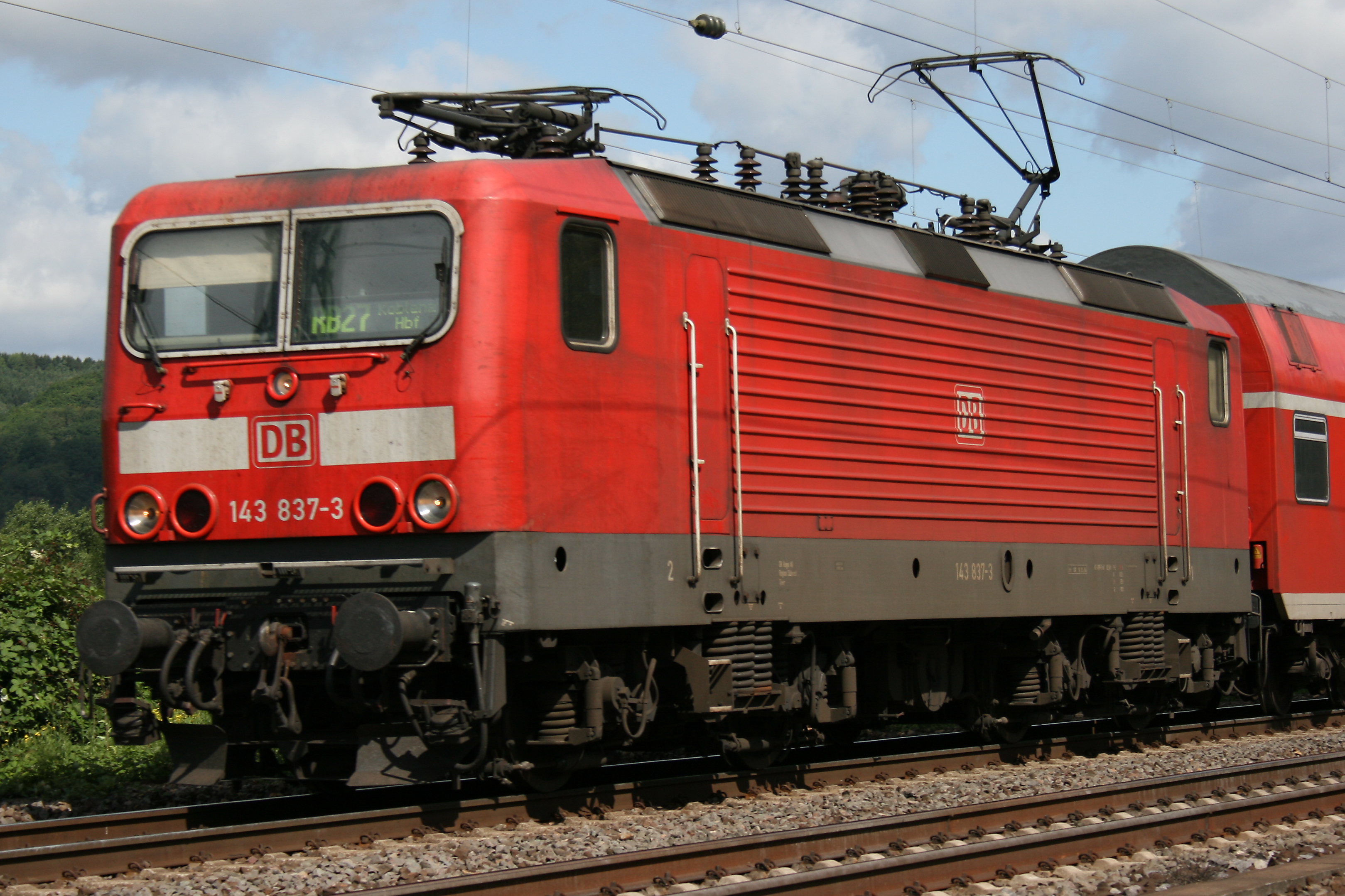
Locomotiva DB 143 (ex DR 243)

Fondata nel 1923 come compagnia statale dell'allora Repubblica di Weimar, divenne nel 1949, con la divisione della Germania, la compagnia statale della Repubblica Democratica Tedesca.

## Storia
La nascita della DR risale al 1920, ai tempi della Repubblica di Weimar. L'originaria designazione Deutsche Reichseisenbahnen venne mutata in Deutsche Reichsbahn-Gesellschaft (Compagnia delle Ferrovie Imperiali Tedesche) e in Deutsche Reichsbahn nel 1937, denominazione mantenuta, nel dopoguerra, dalla zona di occupazione sovietica e dalla successiva (dal 1949) Repubblica Democratica Tedesca. Poiché quest’ultima non venne riconosciuta da molti stati, per continuare a garantire il funzionamento delle ferrovie nazionali, paradossalmente venne posta in essere una finzione giuridica con il vincolo di mantenere la denominazione che vigeva dalla fondazione dell'azienda, sebbene il termine Reichsbahn non si addiceva a una nazione che aveva fatto dell’oblio al passato regime nazista e imperiale uno dei suoi obbiettivi politici precipui.
Nella Repubblica Federale, invece, venne fondata la nuova Deutsche Bundesbahn (DB). Faceva eccezione la situazione di Berlino, dove l'intera rete, anche nei settori occidentali, era di competenza della DR.
In seguito alla riunificazione tedesca si è resa necessaria un'imponente opera di coordinamento fra le due reti. Infine, nel 1994, la DR è confluita, insieme alla DB, nella nuova Deutsche Bahn.

## Organizzazione
La DR era un'azienda statale, direttamente controllata dal Ministero dei Trasporti della Repubblica Democratica Tedesca (Ministerium für Verkehr der DDR).
Dal novembre 1959 al novembre 1989 il Ministro dei Trasporti occupava anche il posto di Generaldirektor della DR. La sede centrale si trovava a Berlino Est, al numero 33 di Voßstraße.
L'azienda era divisa in otto direzioni regionali, con sede a Berlino (Est), Cottbus, Dresda, Erfurt, Greifswald, Halle, Magdeburgo e Schwerin.
La Mitropa offriva i servizi di ristorazione, sia a bordo dei treni, sia nelle stazioni.
La DR era l'azienda che contava più lavoratori nella Repubblica Democratica Tedesca.

## Servizi passeggeri
La DR offriva un servizio molto economico e capillare, ma i treni erano sempre molto affollati e lenti, le linee spesso antiquate e prive di manutenzione. Inoltre, i convogli merci e militari (molto frequenti) avevano la precedenza su quelli passeggeri, peggiorando così la situazione. Eccezioni erano i treni rapidi (Städteexpress) e i servizi di S-Bahn. Questi ultimi vennero sviluppati, sull'esempio berlinese, nelle città di Dresda, Erfurt, Halle, Karl-Marx-Stadt (oggi Chemnitz), Lipsia, Magdeburgo e Rostock.

### Treni passeggeri internazionali
A causa della presenza della cortina di ferro, i collegamenti internazionali erano rivolti principalmente ai paesi alleati del Patto di Varsavia e ai paesi neutrali come l'Austria e le nazioni scandinave.
- Neptun (Berlino - Copenaghen) via Warnemünde-Gedsar
- Vindobona (Berlino - Vienna)
- Karlex/Karola (Berlino - Karlovy Vary)
- Balt-Orient-Express (Berlino - Bucarest)
- Saxonia (Lipsia-Budapest)
- Meridian (Malmö-Belgrado)
- Istropolitan (Berlino-Bratislava)
- Trakia (Lipsia-Varna)
- Warnow (Warnemünde-Praga)
- Favorit (Lipsia-Fonyód via Děčín-Kolín-Olomouc)
- Rujana (Binz-Bratislava)
- Gedania Berlino-Gdynia
- Ostsee-Expreß (Berlino-Copenaghen) via Warnemünde-Gedsar
- Saßnitz-Expreß Berlino-Malmö
- Berlinaren Berlino-Stoccolma

i servizi di prestigio sulle medie percorrenze erano espletati con complesso automotore VT 18.16, sull'esempio del VT 11.5 utilizzato dalla DB nei servizi TEE.
Altri collegamenti internazionali degni di nota, ma senza nome, erano
- D 1479 Dresda-Budapest
- D 1371 Sofia - Budapest - Praga - Dresda - Berlino-Lichtenberg
- D 481 Dresda-Košice
- D 1481 Lipsia-Margecany

### Interexpreß
Era una rete di treni di qualità che collegavano le principali città del blocco sovietico, assimilabile, come tipologia di servizio, agli Eurocity nell'Europa occidentale. Gli IEx sono stati soppressi nel 1991 in seguito ai mutamenti politici avvenuti in Europa Orientale e la relativa apertura delle frontiere; come per gli Städteexpreß e i treni rapidi, alcuni nomi sono stati mantenuti dalle relazioni Eurocity/Intercity/Euronight sulle stesse tratte.
Gli IEx operati dalle DR erano 5:
- IEx 72/73 Metropol: Berlino-Budapest con vetture dirette da/per Bratislava e Vienna
- IEx 74/75 Hungaria: Berlino-Budapest con vetture dirette da/per Malmö e Belgrado
- IEx 76/77 Primator: Berlino- Praga
- IEx 78/79 Progreß: Berlino-Praga
- IEx 242/243 Berolina: Berlino-Varsavia-Brest con vetture dirette da/per Parigi

### Städteexpreß
I treni della categoria Städteexpreß erano i treni in servizio domestico più veloci e prestigiosi e collegavano Berlino con le principali città. Introdotti nell'autunno del 1976, erano caratterizzati da una livrea dedicata arancio (cassa)-beige (fascia dei finestrini). Ogni treno aveva in composizione vetture di 1ª e 2ª classe (in proporzioni quasi identiche) e una vettura ristorante-buffet gestita dalla compagnia Mitropa. Le locomotive, diesel o elettriche, alle quali erano affidati questi treni erano le più veloci del parco DR: la diesel 132 Ljudmila e la elettrica 243. Tutti i treni Städteexpreß avevano un nome che li faceva uscire dall'anonimato.
- Elstertal Gera - Berlino
- Stoltera Rostock - Berlino
- Petermännchen Schwerin - Berlino
- Börde Magdeburgo - Berlino
- Rennsteig Meiningen - Berlino
- Elbflorenz Dresda - Berlino
- Sachsenring Zwickau - Berlino
- Fichtelberg Karl-Marx-Stadt (oggi Chemnitz) - Berlino
- Lipsia Berlino - Lipsia
- Berlin-Expreß Berlino - Dresda
- Berliner Bär Berlino - Erfurt
- Thomaner Berlino - Lipsia

I servizi Städteexpreß sono terminati nel 1990 e il materiale rotabili è stato impiegato per treni espressi (D-zug) mantenendo però la livrea originale

### La S-Bahn di Berlino Ovest
Le DR gestirono la S-Bahn di Berlino anche nei settori occidentali della città.
In seguito all'erezione del Muro, il 13 agosto 1961, molti berlinesi dell'Ovest iniziarono un'opera di boicottaggio della S-Bahn per danneggiare economicamente le autorità orientali.
Dopo lo sciopero degli impiegati delle DR di Berlino Ovest nel 1980, il servizio fu fortemente ridotto, e sospeso su gran parte della rete. Nel 1984, in seguito ad un accordo, la gestione della S-Bahn di Berlino Ovest passò alla BVG, che la mantenne fino al 1994. Da quella data l'intera S-Bahn berlinese è gestita da un'apposita società (S-Bahn Berlin GmbH), controllata dalla Deutsche Bahn.

## Livree
Dal 1950 al 1969 le locomotive da manovra diesel erano rosso orientale, le locomotive elettriche verde abete, come le carrozze passeggeri. Le vetture ristorante e i vagoni letto erano in livrea rossa con filetti oro.
Dal 1970 al 1990 le locomotive diesel ed elettriche da linea, erano rosso orientale mentre quelle da manovra erano arancio. Le vetture passeggeri ordinarie erano verde (cassa) beige (fascia dei finestrini) capriolo (tetto), mentre il materiale Städteexpreß (incluse le vetture buffet) erano arancio (cassa)-beige (fascia dei finestrini) capriolo (tetto). Le vetture ristorante e i vagoni letto mantennero la livrea rossa con filetti arancio od oro.

## Elettrificazione
Nei primi anni del dopoguerra, le poche linee già elettrificate della DR vennero deelettrificate, per inviare gli impianti in Unione Sovietica come riparazioni di guerra. Solo dal 1955 fu possibile la rielettrificazione di alcune linee, a partire dalle zone di Lipsia e Halle, dove il traffico era più intenso.
Negli anni sessanta e settanta, però, l'opera di elettrificazione procedette a rilento, perché la trazione Diesel era più conveniente, grazie ai combustibili venduti dall'Unione Sovietica alla RDT a prezzi molto convenienti. Negli anni ottanta, invece, venuta a cessare questa vendita a prezzi vantaggiosi, l'opera di elettrificazione procedette con maggiore rapidità, fino a toccare, nel 1984, l'allora stazione centrale di Berlino-Lichtenberg.
L'ultima locomotiva a vapore fu dismessa il 28 maggio 1988.

## Direttori generali
- Willi Besener (1946-1949)
- Willi Kreikemeyer (1949-1950)
- Erwin Kramer (1950-1970)
- Otto Arndt (1970-1989)
- Herbert Keddi (1989-1990)
- Hans Klemm (1990-1991)

## Pioniereisenbahnen
Le ferrovie dei pionieri, comuni in tutti il mondo socialista, avevano lo scopo di indirizzare i bambini agli studi tecnici nel campo delle ferrovie e dei trasporti.
Queste ferrovie erano gestite dai bambini particolarmente meritevoli a scuola e dai giovani pionieri, mentre la guida dei treni era affidata al personale delle DR; lo scartamento era differente: 600 mm (Berlino, Bernburg, Cottbus, Gera, Halle (Saale), Görlitz, Plauen, Karl-Marx-Stadt-Chemnitz), 500 mm (Vatterode) 381 mm (Dresda e Lipsia). La trazione era diesel o vapore. Dal 1990, in seguito ai profondi mutamenti politici nella Germania Democratica, sono state trasformate in ferrovie da parco, perdendo ogni connotazione ideologico-formativa.

## Parco rotabili di trazione prima dell'unificazione con le DB
I veicoli di trazione delle Deutsche Reichsbahn sono indicati in accordo con il sistema di numerazione adottato il 1º luglio 1970.
Dopo la riunificazione tedesca, avvenuta nel 1990, le locomotive, automotrici ed elettomotrici delle DR furono inserite, previa rinumerazione, nel sistema di classificazione delle ferrovie della Germania Ovest Deutsche Bundesbahn (DB) in vigore dal 1º gennaio 1968, in preparazione della fusione delle due imprese ferroviarie diventata poi effettiva il 1º gennaio 1994.

### Locomotive a vapore
La numerazione delle locomotive DR corrispondeva alle seguenti caratteristiche:
- xx .6 xxx locomotive, originariamente provenienti da gestori privati.

Dal 1970 sono state introdotte le seguenti sottoclassi per tutte le locomotive, il numero della locomotiva era sempre di quattro cifre:
- xx .0 locomotive con alimentazione a gasolio
- xx .1-8 locomotive con accensione a griglia
- xx .9 locomotive alimentate a carbone

| Classificazione DR                         | Classificazione DR                       | Classificazione o tipo d'origine                                       | Rodiggio                                 | Sottoclasse                              | Note                                                                  |
| fino al 1970                               | dal 1970                                 | Classificazione o tipo d'origine                                       | Rodiggio                                 | Sottoclasse                              | Note                                                                  |
| Locomotive con tender per treni Espressi   | Locomotive con tender per treni Espressi | Locomotive con tender per treni Espressi                               | Locomotive con tender per treni Espressi | Locomotive con tender per treni Espressi | Locomotive con tender per treni Espressi                              |
| ------------------------------------------ | ---------------------------------------- | ---------------------------------------------------------------------- | ---------------------------------------- | ---------------------------------------- | --------------------------------------------------------------------- |
| 01.0–2                                     | 01.2                                     | Einheitslok                                                            | 2'C1'                                    | S 36.20                                  |                                                                       |
| 01.5                                       | 01.0, 01.1                               | Rekolok                                                                | 2'C1'                                    | S 36.20                                  |                                                                       |
| 03.0–2                                     | 03.2                                     | Einheitslok                                                            | 2'C1'                                    | S 36.18                                  |                                                                       |
| 03.0–2                                     | 03.2                                     | Rekolok                                                                | 2'C1'                                    | S 36.18                                  |                                                                       |
| 03.10                                      |                                          | Einheitslok                                                            | 2'C1'                                    | S 36.18                                  |                                                                       |
| 03.10                                      | 03.0, 03.1                               | Rekolok                                                                | 2'C1'                                    | S 36.18                                  |                                                                       |
| 07.10                                      |                                          | Ricostruzione della SNCF 231-E                                         | 2'C1'                                    | S 36.18                                  | Esemplare unico                                                       |
| 08.10                                      |                                          | Ricostruzione della SNCF 241-A                                         | 2'D1'                                    | S 47.19                                  | Esemplare unico                                                       |
| 17.10–12                                   |                                          | Prussian S 10.1                                                        | 2'C                                      | S 35.17                                  |                                                                       |
| 18.0                                       |                                          | Saxon XVIII H                                                          | 2'C1'                                    | S 36.17                                  |                                                                       |
| 18 201                                     | 02 0201                                  | Neubaulok                                                              | 2'C1'                                    | S 36.20                                  | Esemplare unico                                                       |
| 18 314                                     | 02 0314                                  | Rekolok                                                                | 2'C1'                                    | S 36.19                                  | Esemplare unico                                                       |
| 19.0                                       |                                          | Saxon XX HV                                                            | 1'D1'                                    | S 46.17                                  |                                                                       |
| 19.0                                       | 04.0                                     | Rekolok                                                                | 1'D1'                                    | S 46.18                                  |                                                                       |
| Locomotive con tender per treni passeggeri |                                          |                                                                        |                                          |                                          |                                                                       |
| 22                                         | 39                                       | Rekolok                                                                | 1'D1'                                    | P 46.18                                  |                                                                       |
| 23                                         |                                          | Einheitslok                                                            | 1'C1'                                    | P 35.18                                  |                                                                       |
| 23                                         | 35.2                                     | Rekolok                                                                | 1'C1'                                    | P 35.18                                  |                                                                       |
| 23.10                                      | 35.1                                     | Neubaulok                                                              | 1'C1'                                    | P 35.18                                  |                                                                       |
| 24                                         | 37                                       | Einheitslok                                                            | 1'C                                      | P 34.15                                  |                                                                       |
| 25                                         |                                          | Neubaulok                                                              | 1'D                                      | P 45.17                                  | Esemplare unico, ricostruita come 25 1002                             |
| 25.10                                      |                                          | Neubaulok                                                              | 1'D                                      | P 45.18                                  |                                                                       |
| 36.0–4                                     |                                          | Prussian P 4.2                                                         | 2'B                                      | P 24.15                                  |                                                                       |
| 38.2                                       | 38.5                                     | Saxon XII H2                                                           | 2'C                                      | P 35.15                                  |                                                                       |
| 38.10–40                                   | 38.1–4                                   | Prussian P 8                                                           | 2'C                                      | P 35.17                                  |                                                                       |
| 39                                         |                                          | Prussian P 10                                                          | 1'D1'                                    | P 46.19                                  | Rekolok classificata BR 22                                            |
| Locomotive con tender per treni merci      |                                          |                                                                        |                                          |                                          |                                                                       |
| 41                                         | 41                                       | Einheitslok                                                            | 1'D1'                                    | G 46.18, G 46.20                         |                                                                       |
| 41                                         | 41                                       | Rekolok                                                                | 1'D1'                                    | G 46.18                                  |                                                                       |
| 42                                         |                                          | Kriegslokomotive                                                       | 1'E                                      | G 56.17                                  |                                                                       |
| 43                                         |                                          | Einheitslok                                                            | 1'E                                      | G 56.20                                  |                                                                       |
| 44                                         | 44.0 44.1–2 44.9                         | Einheitslok                                                            | 1'E                                      | G 56.20                                  | Alimentazione a gasolio Alimentazione a getto di carbone polverizzato |
| H 45                                       |                                          | Rebuild from Einheitslok 45                                            | 1'E1'                                    | G 57.20 bzw. G 57.18                     | Esemplare unico, cannibalizzata a favore della 18 201                 |
| 50                                         | 50.10–31                                 | Einheitslok                                                            | 1'E                                      | G 56.15                                  |                                                                       |
| 50.35–37                                   | 50.35–37                                 | Rekolok                                                                | 1'E                                      | G 56.15                                  |                                                                       |
| 50.40                                      | 50.4                                     | Neubaulok                                                              | 1'E                                      | G 56.15                                  |                                                                       |
| 50.50                                      | 50.0                                     | Rekolok alimentazione a gasolio                                        | 1'E                                      | G 56.15                                  |                                                                       |
| 52                                         | 52.10–77                                 | Kriegslok                                                              | 1'E                                      | G 56.15                                  |                                                                       |
| 52.80                                      | 52.80                                    | Rekolok                                                                | 1'E                                      | G 56.15                                  |                                                                       |
| 52                                         | 52.90                                    | ricostruita DR                                                         | 1'E                                      | G 56.15                                  | Alimentazione a getto di carbone polverizzato                         |
| 55.0–6                                     |                                          | Prussian G 7.1                                                         | D                                        | G 44.13                                  |                                                                       |
| 55.7–8                                     |                                          | Prussian G 7.2                                                         | D                                        | G 44.13                                  |                                                                       |
| 55.16–22                                   |                                          | Prussian G 8                                                           | D                                        | G 44.14                                  |                                                                       |
| 55.25–56                                   |                                          | Locomotiva prussiana G 8.1                                             | D                                        | G 44.17                                  |                                                                       |
| 56.1                                       |                                          | Prussian G 8.3                                                         | 1'D                                      | G 45.17                                  |                                                                       |
| 56.2–8                                     |                                          | Prussian G 8.1 with carrying axle Mecklenburg G 8.1 with carrying axle | 1'D                                      | G 45.17                                  |                                                                       |
| 56.20–29                                   | 56.20–29                                 | Prussian G 8.2 Oldenburg G 8.2                                         | 1'D                                      | G 45.17                                  |                                                                       |
| 57.10–35                                   | 57.13–32                                 | Prussian G 10                                                          | E                                        | G 55.15                                  |                                                                       |
| 58.2–5, 10–21                              | 58.11–13 58.14 - 58.10–21                | Baden G 12 Saxon XIII H (variant 1919) Württemberg G 12 Prussian G 12  | 1'E                                      | G 56.17                                  |                                                                       |
| 58.30                                      | 58.30                                    | Rekolok Prussian G 12                                                  | 1'E                                      | G 56.17                                  |                                                                       |
| Locotender per treni passeggeri            |                                          |                                                                        |                                          |                                          |                                                                       |
| 60                                         |                                          | ex Lübeck-Büchener Eisenbahn                                           | 1'B1'                                    | St 24.18, St 24.19                       |                                                                       |
| 61                                         |                                          | Einheitslok                                                            | 2'C3'                                    | St 38.18                                 | Esemplare unico 61 002 ricostruita come 18 201                        |
| 62                                         | 62                                       | Einheitslok                                                            | 2'C2'                                    | Pt 37.20                                 |                                                                       |
| 64                                         | 64                                       | Einheitslok                                                            | 1'C1'                                    | Pt 35.15                                 |                                                                       |
| 65.10                                      | 65                                       | Neubaulok                                                              | 1'D2'                                    | Pt 47.18                                 |                                                                       |
| 70.1                                       |                                          | Baden I g                                                              | 1B                                       | Pt 23.15                                 | Esemplare unico 70 125                                                |
| 71.3                                       |                                          | Saxon IV T                                                             | 1'B1'                                    | Pt 24.16                                 |                                                                       |
| 72.0–3                                     |                                          | Prussian T 5.2                                                         | 2'B                                      | Pt 24.17                                 | Esemplare unico 72 001, ex Eutin-Lübecker Eisenbahn-Gesellschaft      |
| 74.0–3                                     |                                          | Prussian T 11                                                          | 1'C                                      | Pt 34.16                                 |                                                                       |
| 74.4–13                                    |                                          | Prussian T 12                                                          | 1'C                                      | Pt 34.18                                 |                                                                       |
| 75.0-3                                     |                                          | Baden VI b                                                             | 1'C1'                                    | Pt 34.15                                 |                                                                       |
| 75.4, 10–11                                |                                          | Baden VI c                                                             | 1'C1'                                    | Pt 34.16                                 |                                                                       |
| 75.5                                       | 75.5                                     | Saxon XIV HT                                                           | 1'C1'                                    | Pt 34.17                                 |                                                                       |
| 77.1                                       |                                          | Palatine Pt 3/6, Bavarian Pt 3/6                                       | 1'C2'                                    | Pt 36.16                                 | Esemplare unico                                                       |
| 78.0–5                                     | 78                                       | Prussian T 18, Württemberg T 18                                        | 2'C2'                                    | Pt 37.17                                 |                                                                       |
| 79                                         |                                          | Ricostruzione della SNCF 242 TA                                        | 2'D2'                                    | Pt 48.16                                 | Esemplare unico                                                       |
| Locotender per treni merci                 |                                          |                                                                        |                                          |                                          |                                                                       |
| 80                                         |                                          | Einheitslok                                                            | C                                        | Gt 33.17                                 |                                                                       |
| 83.10                                      | 83                                       | Neubaulok                                                              | 1'D2'                                    | Gt 55.18                                 |                                                                       |
| 84                                         |                                          | Einheitslok                                                            | 1'E1'                                    | Gt 57.20                                 |                                                                       |
| 86                                         | 86                                       | Einheitslok                                                            | 1'D1'                                    | Gt 46.15                                 | Nota anche come ÜK (Übergangskriegslok)                               |
| 89.0                                       |                                          | Einheitslok                                                            | C                                        | Gt 33.16                                 |                                                                       |
| 89.2                                       |                                          | Saxon V T                                                              | C                                        | Gt 33.14                                 |                                                                       |
| 89.2                                       |                                          | Saxon V T                                                              | C                                        | Gt 33.14                                 | Ultima serie a passo accorciato                                       |
| 89.6                                       |                                          | Bavarian D II.II                                                       | C                                        | Gt 33.15                                 |                                                                       |
| 89.7                                       |                                          | Bavarian R 3/3                                                         | C                                        | Gt 33.15                                 |                                                                       |
| 89.8                                       |                                          | Bavarian R 3/3                                                         | C                                        | Gt 33.16                                 | Replica DRG                                                           |
| 89.62                                      |                                          | Prussian T 3                                                           | C                                        | G 33.10                                  | T3 con tender                                                         |
| 89.64                                      |                                          | Prussian T 7                                                           | C                                        | Gt 33.12                                 | Esemplare unico 89 6401                                               |
| 89.70–75                                   | 89                                       | Prussian T 3                                                           | C                                        | Gt 33.10, Gt 33.11, Gt 33.12             |                                                                       |
| 90                                         |                                          | Prussian T 9.1                                                         | 1'C                                      | Gt 34.14                                 |                                                                       |
| 91.3–18                                    |                                          | Prussian T 9.3                                                         | 1'C                                      | Gt 34.15                                 |                                                                       |
| 91.19, 64                                  |                                          | Mecklenburg T 4                                                        | 1'C                                      | Gt 34.11, Gt 34.12, Gt 34.13             |                                                                       |
| 91.20                                      |                                          | Württemberg T 9                                                        | 1'C                                      | Gt 34.15                                 |                                                                       |
| 92.2–3                                     |                                          | Baden X b.1-7                                                          | D                                        | Gt 44.15, Gt 44.16                       |                                                                       |
| 92.4                                       |                                          | Prussian T 13.1                                                        | D                                        | Gt 44.15, Gt 44.16                       |                                                                       |
| 92.5–10                                    |                                          | Prussian T 13, Oldenburg T 13                                          | D                                        | Gt 44.15, Gt 44.16                       |                                                                       |
| 93.0–4                                     | 93.8                                     | Prussian T 14                                                          | D                                        | Gt 46.16                                 |                                                                       |
| 93.5–12                                    | 93                                       | Prussian T 14.1 Württemberg T 14                                       | D                                        | Gt 46.17                                 |                                                                       |
| 94.2–4                                     |                                          | Prussian T 16                                                          | E                                        | Gt 55.15                                 |                                                                       |
| 94.5–17                                    | 94                                       | Prussian T 16.1                                                        | E                                        | Gt 55.17                                 |                                                                       |
| 94.20–21                                   | 94                                       | Saxon XI HT                                                            | E                                        | Gt 55.16                                 |                                                                       |
| 95.0                                       |                                          | Prussian T 20                                                          | 1'E1'                                    | Gt 57.19                                 |                                                                       |
| 95.66                                      |                                          | HBE Tierklasse                                                         | 1'E1'                                    | Gt 57.16                                 |                                                                       |
| 96                                         |                                          | Bavarian Gt 2x4/4                                                      | D'D                                      | Gt 88.15, Gt 88.16                       |                                                                       |
| 98                                         | 98                                       |                                                                        | vari                                     |                                          | Locomotive per linee locali e raccordi                                |
| Locomotive a vapore a scartamento ridotto  |                                          |                                                                        |                                          |                                          |                                                                       |
| 99                                         | 99                                       |                                                                        | vari                                     |                                          |                                                                       |

### Locomotive Diesel e automotori
| Classificazione DR | Classificazione DR | Classificazione DB | Rodiggio | Trasmissione | Note                                                                                |
| fino al 1970       | dal 1970           | dal 1992           | Rodiggio | Trasmissione | Note                                                                                |
| ------------------ | ------------------ | ------------------ | -------- | ------------ | ----------------------------------------------------------------------------------- |
| Kö                 | 100.0              |                    | B        | Meccanica    |                                                                                     |
| Kö                 | 100.1–7            | 310                | B        | Meccanica    |                                                                                     |
| Köf                | 00.8–9             | 310                | B        | Idraulica    |                                                                                     |
| V 15               | 101.1–3            | 311                | B        | Idraulica    |                                                                                     |
|                    | 101.5–7            | 311                | B        | Idraulica    | Rimotorizzata                                                                       |
| V 23               | 102.0              | 312                | B        | Idraulica    |                                                                                     |
|                    | 102.1              | 312                | B        | Idraulica    |                                                                                     |
| V 36               | 103                |                    | C        | Idraulica    |                                                                                     |
|                    | 105                | 345                | D        | Idraulica    | Sviluppo della BR 106                                                               |
| V 60               | 106                | 346                | D        | Idraulica    |                                                                                     |
|                    | (105/106)          | 347                | D        | Idraulica    | A scartamento largo, in esercizio presso la stazione di Mukran                      |
| V 75               | 107                |                    | Bo'Bo'   | Elettrica    |                                                                                     |
|                    | 108                | 298                | B'B'     | Idrodinamica |                                                                                     |
| V 100              | 110                | 201                | B'B'     | Idraulica    |                                                                                     |
|                    | 111                | 293                | B'B'     | Idraulica    |                                                                                     |
|                    | 112                | 202                | B'B'     | Idraulica    |                                                                                     |
|                    | 114                | 204                | B'B'     | Idraulica    |                                                                                     |
|                    | 115                |                    | B'B'     | Idraulica    | For a short time the correct class was BR 114                                       |
| V 180              | 118.0–1, 5         | 228.0–1, 5         | B'B'     | Idraulica    | Some with rebuild motor 118.5 from 118.0                                            |
| V 180              | 118.2–4, 6–8       | 228.2–4, 6-8       | C'C'     | Idraulica    | Some with rebuild motor 118.6–8 from 118.2–4                                        |
|                    | 119                | 219                | C'C'     | Idraulica    | Frontale scambiato con la 116                                                       |
| V 200              | 120                | 220                | Co'Co'   | Elettrica    |                                                                                     |
| (V 300)            | 130                | 230                | Co'Co'   | Elettrica    |                                                                                     |
|                    | 131                | 231                | Co'Co'   | Elettrica    |                                                                                     |
|                    | 132                | 232                | Co'Co'   | Elettrica    |                                                                                     |
|                    | 142                | 242                | Co'Co'   | Elettrica    |                                                                                     |
| Köf 6001, 6003     | 199.0*             | 399.0              | C        | Idraulica    | 199 001 (100 901), 199 002 (100 902), scartamento 750 mm                            |
| Kö 6002            |                    |                    | C        | Meccanica    | scartamento 750 mm                                                                  |
| Kö 6004            |                    |                    | C        | Meccanica    | scartamento 750 mm                                                                  |
| Kö 6005            |                    |                    | B        | Meccanica    | Ns 3, scartamento 750 mm                                                            |
| Kö 6501, 6502      | 199.0*             |                    | B        | Meccanica    | Ns 3, 100 903 (199 003I, 199 991), 100 904 (199 004I, 199 992), scartamento 1000 mm |
|                    | 199.0*             |                    | C        | Meccanica    | 199 005 e 006 (100 905 & 100 906), scartamento 1000 mm                              |
|                    | 199.0*             |                    | C        | Meccanica    | 199 007, 008, scartamento 750 mm                                                    |
| Kö                 | 199.0*             | 399.1              | B        | Meccanica    | 199 003II, 004II, 010–012, Kö II cambiato scartamento, 1000 mm gauge                |
|                    | 199.1*             |                    | C        | Meccanica    | 199 101, 102, scartamento 600 mm                                                    |
|                    | 199.1*             |                    | C        | Meccanica    | 199 103, scartamento 600 mm                                                         |
| Kb 040.            |                    |                    | B        | Meccanica    | Kb 0401–0409, scartamento 600 mm                                                    |
| V 30 C             | 199.3*             | 399.1              | C        | Idraulica    | (103 901) scartamento 1000 mm                                                       |
|                    | 199.8              | 299.8              | C'C'     | Idraulica    | scartamento 1000 mm                                                                 |
| V 36K              |                    |                    | B'B'     | Idraulica    | scartamento 750 mm                                                                  |

 * La classificatione 199 fu introdotta a partire dal 1973.

### Automotrici Diesel
| Classificazione DR | Classificazione DR | Classificazione DB | Rodiggio           | Trasmissione  | Note                                                                             |
| fino al 1970       | dal 1970           | dal 1992           | Rodiggio           | Trasmissione  | Note                                                                             |
| ------------------ | ------------------ | ------------------ | ------------------ | ------------- | -------------------------------------------------------------------------------- |
| VT 2.09            | 171                | 771                | 1A                 | Meccanica     | Railbus                                                                          |
| VT 2.09.01         | 172.0              | 772.0              | 1A                 | Meccanica     | Railbus                                                                          |
| VT 2.09.02         | 172.1              | 772.1              | 1A                 | Meccanica     | Railbus                                                                          |
|                    |                    | 772.3              | 1A                 | Idromeccanica | Ricostruita da una carrozza pilota                                               |
| VT 4.12            | 173                |                    | (1A)(A1)           | Meccanica     | Tipo Bautzen                                                                     |
| VT 18.16           | 175                | 675                | B'2'+…+2'B'        | Idraulica     | Tipo Görlitz                                                                     |
| VT 12.14           | 181                |                    | (1 B)2'+…+2'(B1)   | Meccanica     | Tipo Ganz                                                                        |
| SVT 137.2+8        | 182                |                    |                    | electric      | Tipo DRG Köln                                                                    |
| SVT 137            | 183                |                    |                    | div.          | Tipo DRG Hamburg and Leipzig                                                     |
| VT 137.2           | 184                |                    |                    | div.          | Tipo "DRG Ruhr"                                                                  |
| VT 137.5           | 185                |                    | Some were (1A)(A1) | div.          | Alcune di esse automotrici private                                               |
| VT 135             | 186                |                    | Some were 1A       | div.          | Alcune di esse automotrici private                                               |
| VT 133.5/VT 137.5  | 187                |                    | div.               | Meccanica     | Automotrici private a scartamento ridotto, e. g. NWE T 3, GHE T 1, FKB T 1 and 2 |
| ORT 135.7          | 188.0              | 708.0              | A1                 | Meccanica     | Automotrice di servizio per ispezione linea aerea                                |
| VT 137.7           | 188.1              | 723.1              | 2'Bo'              | Electric      | Automotrice di servizio per misure radio                                         |
| ORT 137.7          | 188.2              | 708.2              | (1A)2'             | Meccanica     | Automotrice di servizio per ispezione linea aerea                                |
|                    | 188.3              | 708.3              | B'2'               | Idraulica     | Automotrice di servizio per ispezione linea aerea                                |

### Locomotive elettriche
Ad eccezione del gruppo BR 251 tutte le locomotive erano azionate a 15 kV/16,7 Hz~.
| Classificazione DR | Classificazione DR | Classificazione DR | Rodiggio   | Note |
| fino al 1970       | dal 1970           | dal 1992           | Rodiggio   | Note |
| ------------------ | ------------------ | ------------------ | ---------- | --- |
| E 04               | 204                |                    | 1'Co1'     | |
| E 05               |                    |                    | 1'Co1'     | |
| E 11               | 211                | 109                | Bo'Bo'     | |
|                    | 212                | 112                | Bo'Bo'     | |
| E 17               |                    |                    | 1'Do1'     | |
| E 18               | 218                |                    | 1'Do1'     | |
| E 21               |                    |                    | 2'Do1'     | |
|                    | 230                | 180                | Bo'Bo'     | Locomotive bitensione (15 kV, 16,7 Hz~ / 3 kV=) per servizi internazionali con la Cecoslovacchia, analoghe alle ČSD 372 |
| E 42               | 242                | 142                | Bo'Bo'     | |
|                    | 243                | 143                | Bo'Bo'     | |
| E 44               | 244                |                    | Bo'Bo'     | |
|                    | 250                | 155                | Co'Co'     | |
| E 251              | 251                | 171                | Co'Co'     | 25 kV, 50 Hz~ (per servizio sulla "Rübeland Bahn")                                                                      |
|                    | 252                | 156                | Co'Co'     | |
| E 94               | 254                |                    | Co'Co'     | |
| E 77               |                    |                    | (1'B)(B1') | |
| E 95               | (255)              |                    | 1'Co+Co 1' | Mai rinumerate |
| E 191              | –                  |                    | B'B'       | 600 V=; 1.000 mm (per la linea a scartamento ridotto Klingenthal–Sachsenberg-Georgenthal)                               |

### Automotrici elettriche
| Classificazione | Classificazione | Classificazione    | Classificazione    | Classificazione | Classificazione | Classificazione |                                                                            |
| Motrici         | Motrici         | Rimorchiate pilota | Rimorchiate pilota | Rimorchiate     | Rimorchiate     | DB class        |                                                                            |
| fino al 1969    | dal 1970        | fino al 1969       | dal 1970           | fino al 1969    | dal 1970        | dal 1992        | Note                                                                       |
| --------------- | --------------- | ------------------ | ------------------ | --------------- | --------------- | --------------- | -------------------------------------------------------------------------- |
| ET 25           | 285             | –                  | –                  | –               | –               | –               |                                                                            |
| ET 25.2         | 285.2           | –                  | –                  | –               | –               | –               |                                                                            |
| ET 125          | 276.0           | –                  | –                  | EB 125          | 276             | 476/876         | Per la S-Bahn di Berlino                                                   |
| ET 165          | 275             | ES 165             | 275                | EB 165          | 275             | 475/875         | Per la S-Bahn di Berlino                                                   |
| ET 166          | 276.0           | –                  | –                  | EB 166          | 276             | 476/876         | Per la S-Bahn di Berlino                                                   |
| ET 167          | 277             | –                  | –                  | EB 167          | 277             | 477/877         | Per la S-Bahn di Berlino                                                   |
| ET 168          | 278             | ES 168             | 278                | –               | –               | 478/878         | Per la S-Bahn di Berlino                                                   |
| ET 169          | –               | –                  | –                  | EB 169          | –               | –               | Per la S-Bahn di Berlino                                                   |
| ET 170.0        | 278.2           | –                  | –                  | –               | –               | –               | Treno sperimentale per la S-Bahn di Berlino                                |
| –               | 270             | –                  | –                  | –               | 270             | 485/885         | Per la S-Bahn di Berlino                                                   |
| –               | –               | –                  | –                  | –               | –               | 480             | Per la S-Bahn di Berlino, ordinate dalla BVG, immesse in servizio dalle DR |
| ET 188.5        | 279             | –                  | –                  | EB 188.5        | 279.0           | 479/879         | "Buckower Kleinbahn"                                                       |
| ET 188.5        | –               | –                  | –                  | EB 188.5        | –               | –               | "Schleizer Kleinbahn"                                                      |
| ET 188.5        | –               | –                  | –                  | –               | –               | –               | Elettromotrice per trasporto bagagli sulla "Schleizer Kleinbahn"           |
| ET 188.5        | 279.2           | –                  | –                  | –               | –               | –               | "Oberweißbacher Bergbahn"                                                  |
| ET 188.7        | 279.2           | –                  | –                  | –               | –               | 479.2           | "Oberweißbacher Bergbahn"                                                  |
| –               | 280             | –                  | –                  | –               | –               | –               | 2 prototipi per le linee S-Bahn della Germania Est                         |
| ET 197 21/22    | –               | –                  | –                  | EB 197          | –               | –               | Per la ferrovia a scartamento ridotto "Klingenthal"                        |
| ET 198 01/02    | –               | –                  | –                  | EB 198 01/02    | –               | –               | Per la ferrovia a scartamento ridotto "Klingenthal"                        |
| ET 198 03/04    | –               | –                  | –                  | EB 198 03/04    | –               | –               | Per la ferrovia a scartamento ridotto "Klingenthal"                        |
| ET 198 05/06    | –               | –                  | –                  | EB 198 05/06    | –               | –               | Per la ferrovia a scartamento ridotto "Klingenthal"                        |

### Veicoli ad accumulatori
| AT 585–592, 613/614 |  | In servizio nell'area di Gotha |